# Hotel Chevalier
Hotel Chevalier é um filme de drama em curta-metragem franco-estadunidense de 2007 dirigido e escrito por Wes Anderson. Protagonizado por Jason Schwartzman e Natalie Portman, que interpretam ex-amantes que se encontram em um hotel parisiense, o curta é um prólogo de The Darjeeling Limited. Sua primeira exibição foi na estreia do Festival de Cinema de Veneza em 2 de setembro de 2007.